# كريستيان مورجنسترن
كريستيان مورجنسترن (بالإنجليزية: Christian Morgenstern)‏ (و. 1871 – 1914 م) هو شاعر، وكاتب، ومترجم، ومحرر أدبي، وصحفي من الإمبراطورية الألمانية . ولد في ميونخ.
توفي في ميرانو. بسبب سل .

## روابط خارجية
- كريستيان مورجنسترن على موقع IMDb (الإنجليزية)
- كريستيان مورجنسترن على موقع الموسوعة البريطانية (الإنجليزية)
- كريستيان مورجنسترن على موقع ميوزك برينز (الإنجليزية)
- كريستيان مورجنسترن على موقع ديسكوغز (الإنجليزية)